# 中山卓也 (陸上選手)
中山 卓也（なかやま たくや、1989年9月29日 - ）は、日本の元陸上競技選手。専門は長距離走。

## 略歴
兵庫県神戸市出身。神戸市立須磨北中学校、須磨学園高等学校、早稲田大学スポーツ科学部を経て、実業団トーエネックに所属した。
父はマラソン界のレジェンド中山竹通。中学校入学時、父親からは「陸上はするな」と言わていた。当時アニメ放送が始まったばかりの『テニスの王子様』に憧れてテニス部へ入部を希望していたが、歯科矯正の為断念。他に希望する部活動がなかったため中学から陸上競技を始めた。2004年通信陸上1500mにて4分03秒42で神戸市中学記録を樹立。2020年に更新されるまでの16年間保持した。7月、神戸市中学総体で1500m4分4秒08、3000m8分49秒50の大会記録を樹立。2024年に更新されるまでの20年間、大会記録を保持した。8月、全中陸上で1500m6位、3000m8位の成績を残した。注目度もあり全国の駅伝強豪校から入学の誘いを受けたが、自分で歴史を作りたいとの思いから当時は男子では無名であり且つ男子のスポーツ強化を考えていた須磨学園高等学校への進学を決めた。高校進学後は、2005年近畿高校総体1500mに出場した。11月、兵庫県高校駅伝では4区（8.090km）を任され区間賞を獲得した。2006年3月、春の高校伊那駅伝にチームとして初出場。3区を任され15人抜きの快走で20位から5位まで順位を上げた。6月、兵庫県高校総体1500mにおいて3分55秒00で優勝。男子の須磨学園としては初の県大会優勝を果たした。8月、全国高校総体1500m決勝で3分54秒15の11位となった。またこの時、谷口浩美の息子である谷口詳に先着した。2007年1月、第12回全国都道府県対抗駅伝で北村聡・竹澤健介・八木勇樹らと共に兵庫県代表として出場し、4区（5km）を14分27秒で走り区間賞を獲得、優勝を飾り優秀選手に選ばれた。3月、第35回世界クロカンジュニア日本代表に選ばれケニアへ遠征した。8月、全国高校総体5000mでは14分12秒55で5位(日本人3位)の成績を残した。10月、日体大長距離記録会1万m最終組に出場し、日本高校歴代6位（当時）となる28分48秒08で兵庫高校新記録（当時）を樹立した。11月、全国高校駅伝の出場がかかった兵庫県高校駅伝では、1区（10km）で西脇工業高校の八木勇樹に12秒差で競り負けた。総合成績は2時間5分10秒（大会新記録）の2位でゴールし惜しくも都大路の出場は叶わなかった。2008年4月、西脇工業高校出身の八木勇樹・豊川工業高校出身の三田裕介らと共に早稲田大学スポーツ科学部へ進学。競走部に入部し注目を集めた。しかし第92回日本陸上競技選手権大会5000mに出場して以降は不振に陥り、同学年で入学当初はさほど注目されていなかった矢澤曜の台頭もあって、1年時は三大駅伝の出場は無かった。2年次にようやく第21回出雲全日本大学選抜駅伝競走に出場したが、5区（6.4km）で区間7位と振るわず、首位を明け渡す結果に終わった。以降三大駅伝への出場は無く、3年次に早稲田大学競走部から離脱した。精神的な疲れもあり、一時は走ることからも離れていたが、教育実習の為に地元へ帰省した際に神戸マラソンへの出場を勧められ、1人で練習を再開した。2011年第1回神戸マラソンで初マラソンに挑戦し、2時間24分13秒のタイムで優勝した。2012年度から実業団トーエネックに入社し陸上競技部員として活動するも目立った結果は残せず、2014年度をもって退部した。2015年の泉州国際市民マラソンが現役最後のレースとなった。現役引退後は地元へ帰省し、神戸ポートピアホテルでベルボーイを勤めていた。現在は神戸市内の中学校で陸上競技の指導にあたっている。

## 自己ベスト
- 5000m :14分08秒20
- 10000m ：28分48秒08
- ハーフマラソン：1時間05分54秒
- フルマラソン：2時間24分13秒

## 主な成績
- 2004年　全日中
  - 1500m　6位
  - 3000m　8位
- 2006年　インターハイ
  - 1500m　11位
- 2007年　インターハイ
  - 5000m　5位
- 2011年　神戸マラソン
  - フルマラソン　優勝